# Wspólnota administracyjna Euerdorf
Wspólnota administracyjna Euerdorf – wspólnota administracyjna (niem. Verwaltungsgemeinschaft) w Niemczech, w kraju związkowym Bawaria, w rejencji Dolna Frankonia, w regionie Main-Rhön, w powiecie Bad Kissingen. Siedziba wspólnoty znajduje się w miejscowości Euerdorf. Przewodniczącym jej jest Franz Büttner.
Wspólnota administracyjna zrzesza dwie gminy targowe (Markt) oraz dwie gminy wiejskie (Gemeinde): 
- Aura an der Saale, 862 mieszkańców, 10,10 km²
- Euerdorf, gmina targowa, 1 541 mieszkańców, 16,34 km²
- Ramsthal, 1 166 mieszkańców, 10,42 km²
- Sulzthal, gmina targowa, 892 mieszkańców, 15,06 km²